# سطاوالی
سطاوالی (به عربی: سطاوالی) یک شهرداری در الجزایر است که در ناحیه زرالده واقع شده‌است. سطاوالی ۲۲٫۲۳ کیلومتر مربع مساحت و ۳۸٬۹۱۵ نفر جمعیت دارد.